# 구시가

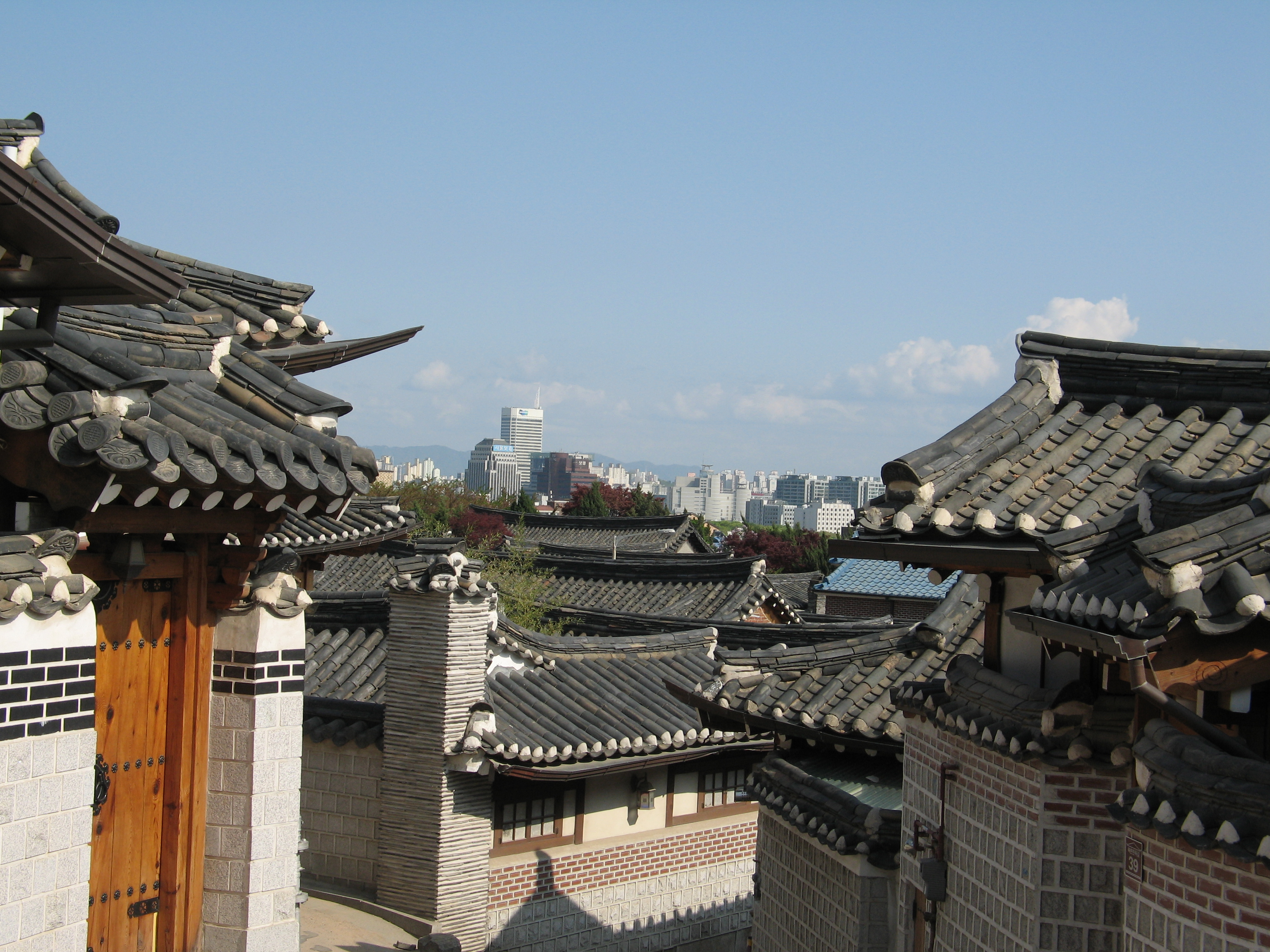
대한민국 서울특별시의 대표적인 구시가인 북촌 한옥마을

구시가(舊市街)는 도시의 역사적인 지역으로, 역사 보존 등의 의미로 건물과 거리 등을 유지하고 있는 구역을 의미한다. 근대에 들어 시가지가 확장되더라도, 많은 도시의 구시가는 도시의 기원과 전통을 유지하기 위해 계속 유지, 보수를 거쳤다.

## 아시아

### 대한민국
- 인사동(서울특별시)
- 북촌 한옥마을(서울특별시)
- 남포동(부산광역시)
- 하회마을(경상북도 안동시)
- 양동마을(경상북도 경주시)

### 일본

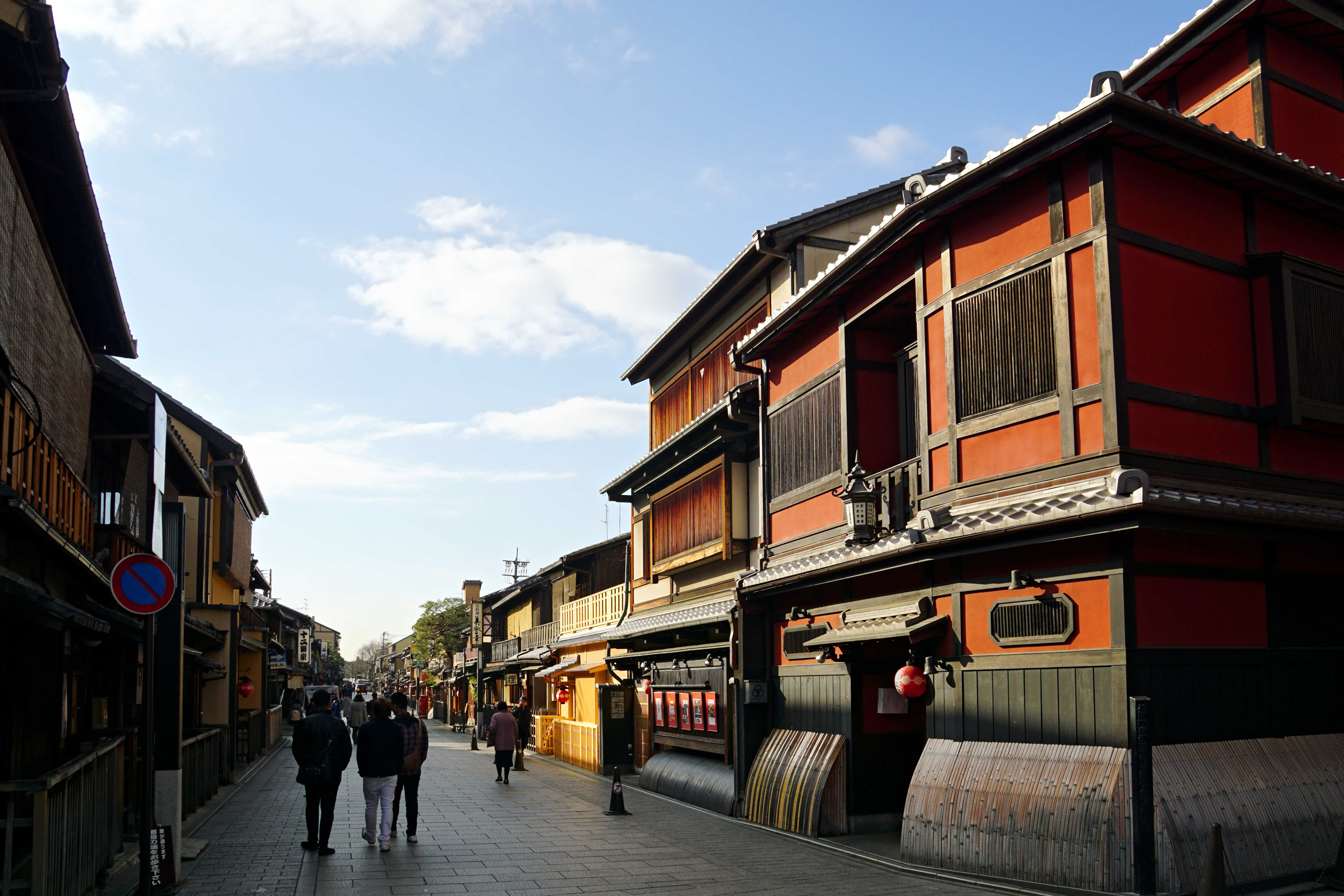
교토시의 기온 거리

- 기온(교토시)

### 조지아
- 제벨리 트빌리시(트빌리시)
- 바투미 구시가(바투미)
- 쿠타이시 구시가(쿠타이시)

### 필리핀
- 실라이 구시가(실라이)

## 유럽

### 세르비아
- 스타리그라드(베오그라드)

### 체코
- 스타레메스토(프라하)

### 크로아티아
- 그라데츠, 캅톨(자그레브)
- 디오클레티아누스 궁전 유네스코 세계유산 구역(스플리트)

### 튀르키예
- 울루스(앙카라)

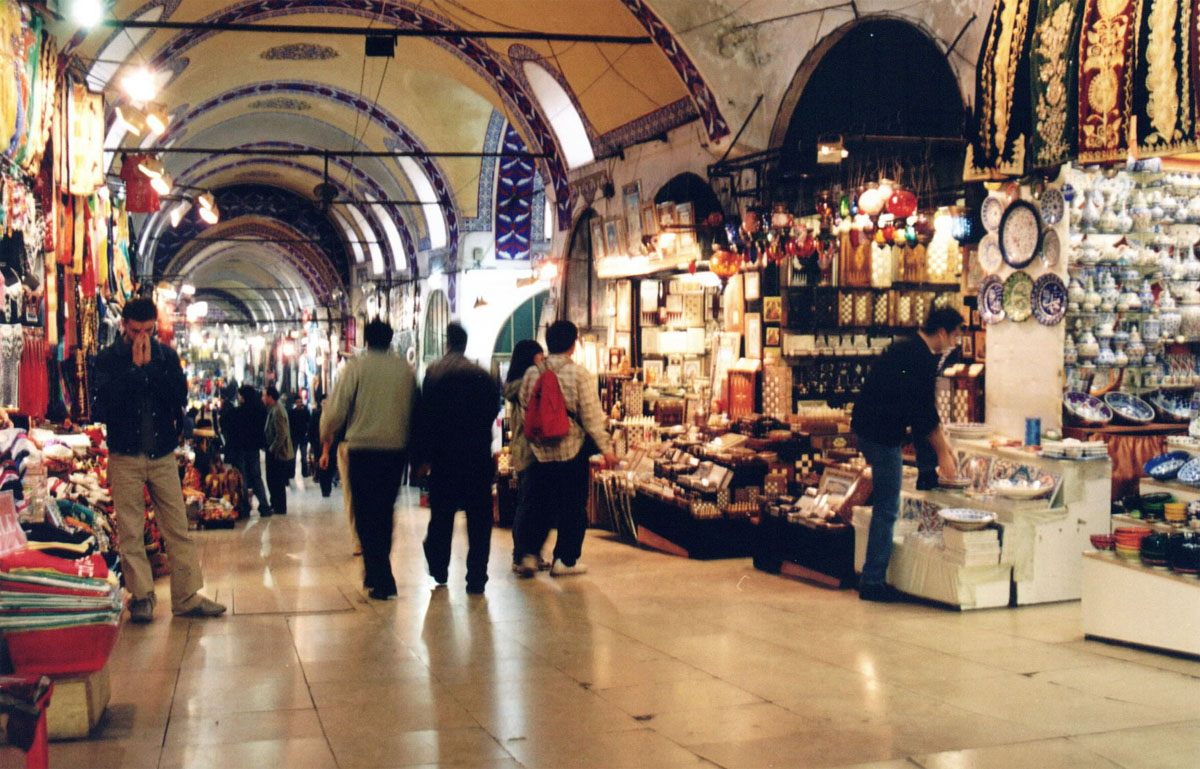
이스탄불 구시가에 위치한 그랜드 바자르

- 파티흐의 술탄아흐메트 광장 일대(이스탄불)

## 같이 보기
- 에스키셰히르